# ريلمي 3
قامت بأطلاق شركة ريلمي هاتفها ريلمي 3 في 28 فبراير 2019 ليكون من الهواتف المصنفة ضمن هواتف الفئة المتوسطة ويعتبر ريلمي 3 من الهواتف المنافسة وبشدة مع ريدمي نوت 8 ويعتبر هو الهاتف السادس لشركة ريلمي .

## مواصفات الهاتف
- ابعاد الهاتف هي 156.1×75.6×8.3 ملم
- حجم الهاتف 175 جرام
- يعمل بنظام أندرويد 9 وتم تحديثة إلى أندرويد 10
- سعة بطارية الهاتف 4230 مللي أمبير
- شاشة الهاتف بمقاس 6.2 بوصة بجودة HD+ وبدقة 720x1520 بكسل[1]
- معالج الهاتف من نوع Helio 60 بتقنية 12 نانو
- كامير الخلفية ثنائية (13+2) ميجا بكسل
- كاميرا الامامية 13 ميجا بكسل
- مساحة الداخلية 32/64 جيجا بايت
- يأتي بذاكرة عشوائية 3/4 جيجا بايت
- معالج الرسوميات Mali-G72 MP3